# Paraphrynus chacmool
Paraphrynus chacmool är en spindeldjursart som först beskrevs av Verner Hawsbrook Rowland 1973.  Paraphrynus chacmool ingår i släktet Paraphrynus och familjen Phrynidae. Inga underarter finns listade i Catalogue of Life.